# Jackalope
Ten artykuł dotyczy stworzenia, którego istnienia nie potwierdza współczesna zoologia.
Jackalope – mityczne zwierzę północnoamerykańskiego folkloru opisywane jako zając z rogami antylopy widłorogiej lub porożem jelenia. Jackalope to zbitka wyrazowa słów jackrabbit  i antelope (antylopa). Wiele trofeów myśliwskich takich hybryd w postaci ściennych dekoracji wykonano z poroża jelenia.
Każdego roku turyści w Stanach Zjednoczonych nabywają tysiące egzemplarzy wypchanych jackalope’ów. W stanie Wyoming umieszczone są znaki drogowe ostrzegające kierowców, aby uważali na jackalope’y. Przed 1982 rokiem izba handlowa miasta Douglas (Douglas Chamber of Commerce) wydawała tysiące licencji na polowanie na jackalope’y rocznie.

## Historia

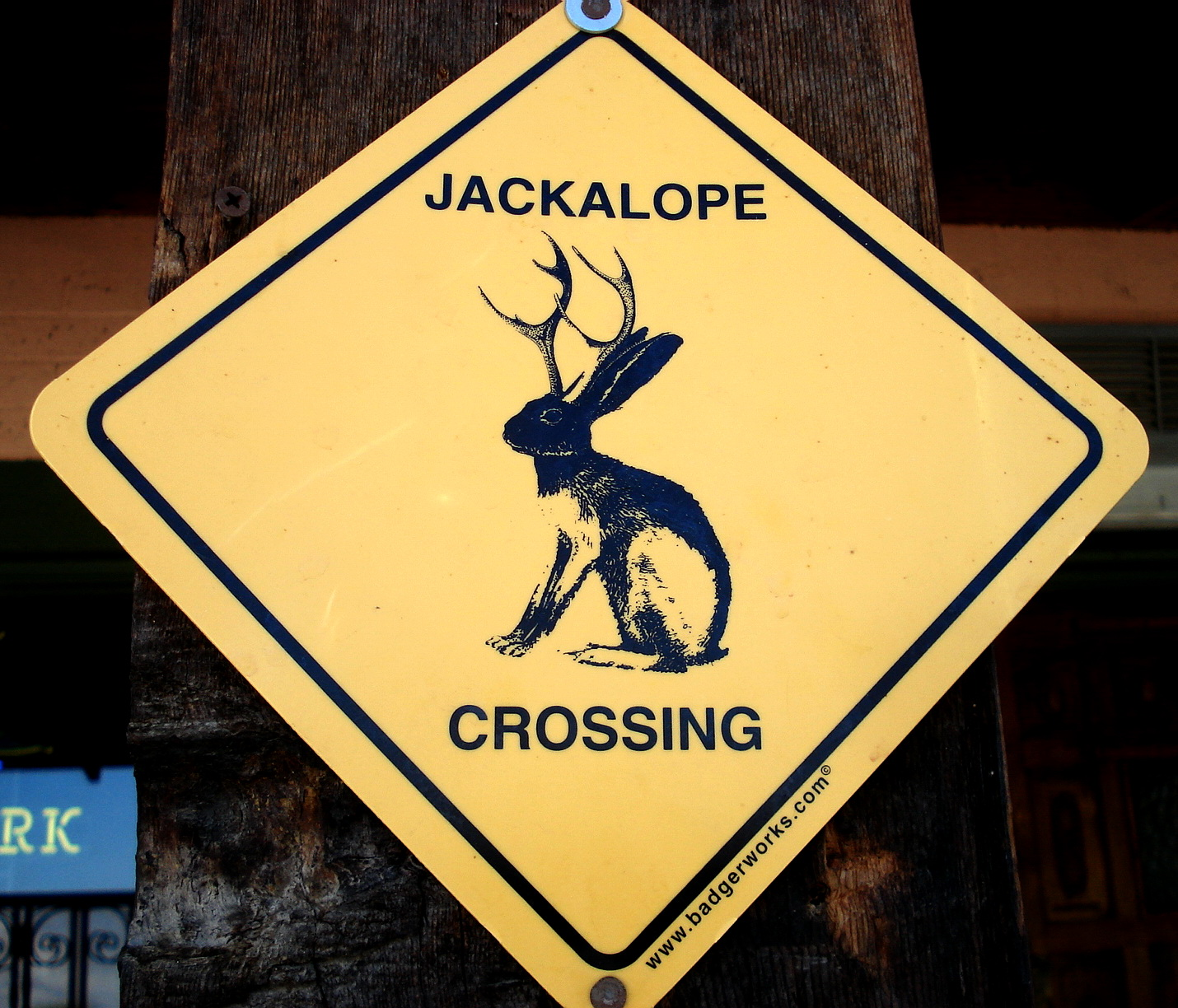
Imitująca znak drogowy tabliczka ostrzegająca przed jackalope’ami (2008)

W latach 30. XX wieku Douglas Herrick i jego brat Ralph, którzy byli myśliwymi z umiejętnościami taksydermii, spopularyzowali jackalope’a. Po umocowaniu do tuszki zająca poroża jelenia, sprzedali później taki zestaw właścicielowi lokalnego hotelu w mieście Douglas (Wyoming). W sumie bracia sprzedali dziesiątki tysięcy takich pamiątek. Przed 2003 rokiem Jim Herrick, syn Ralpha, dostarczał trzykrotnie w ciągu roku komplet 400 jackalope’ów właścicielom Wall Drug, przydrożnej atrakcji turystycznej w miasteczku Wall (Dakota Południowa); ten asortyment stanowił jedynie niewielką część jego całkowitej produkcji.
Na początku XXI wieku głowy i rogi jackalope’ów zdobiły domy i bary w dużej części Stanów Zjednoczonych. W Douglas sprzedawane są pocztówki przedstawiające tę istotę, a w centrum miasteczka zlokalizowane jest jej wyobrażenie w postaci dużej białej rzeźby.

## Obecność w popkulturze
W ilustrowanej publikacji dziecięcej Song of the Jackalope (2002) Roya Campbella pojawiła się postać radosnego jackalope’a. W 2004 roku wydana została książeczka Have You Ever Seen a Jackalope?, której autorem był pisarz literatury dziecięcej, Jillian Lloyd.
Spośród pozycji beletrystycznych dla dorosłych na rynku pojawiło się opowiadanie The Keeper of the Jackalopes (2014), za którą w 2014 roku Angela Readman otrzymała nagrodę Costa Short Story. W 2014 roku, na łamach czasopisma „Apex Magazine”, Ursula Vernon opublikowała opowiadanie Jackalope Wives, w którym przedstawiła podanie o istotach Selkie ze szkockiego folkloru. Autorka ukazała w tej historii kobiety-jackalope’y zdominowane przez mężczyzn, którzy kradną ich zdejmowalną skórę. W Jackalope Dreams (2008) Mary Clearman Blew opisuje krajobrazy amerykańskiego Zachodu, by przyjrzeć się upadkowi relacji międzyludzkich. Z kolei Jeremy Bauer w swojej książce The Jackalope Wars (2010) zbadał napięcia zachodzące pomiędzy poetami. Amerykańska uczelnia Santa Fe University of Art and Design (Santa Fe) udostępnia internetowe czasopismo studenckie „Jackalope Magazine”.
Jackalope pojawił się też w grach wideo. W Red Dead Redemption (2010) jednym z wyzwań gracza jest upolowanie i oskórowanie hybrydy. W Redneck Rampage (1997) stwory te są agresywnymi wrogami napotkanymi na początku rozgrywki. W Guild Wars 2 (2012) Jackalope jest najrzadszym do nabycia domowym mini zwierzątkiem.